# Лехмалахти
Ле́хмалахти (фин. Lehmälahti) — залив в Ладожском озере.
Залив расположен в западной части Ладожского озера. По заливу проходит граница субъектов России Ленинградской области и Республики Карелии.
Залив находится между островом Кильпола на северо-востоке и берегом материка на юго-западе и вытянут с юго-востока на северо-запад.